# Cantharoctonus pomifoliellae
Cantharoctonus pomifoliellae är en stekelart som först beskrevs av William Harris Ashmead 1889.  Cantharoctonus pomifoliellae ingår i släktet Cantharoctonus och familjen bracksteklar. Inga underarter finns listade.